# سميح الشريف
سميح شريف يحيى نصر (9 آب/ أغسطس 1931 - 10 آذار/مارس 2023) كاتب وشاعر أردني - فلسطيني. ولد في بلعا في طولكرم. أنهى الثانوية العامة في بغداد، وحصل على شهادة البكالوريوس في التجارة من جامعة بغداد، 1953. ثم عمل مدرّسًا وموظفًّا فمديرًا في شركة الاستثمارات الهندسية، ثم امتلك مؤسّسة تجاريّة تولّى إدارتها بنفسه. هو أحد مؤسّسي اتحاد الأدباء والكتاب الأردنيين ونادي أسرة القلم. له دواوين شعرية عديدة ومؤلفات سياسية وفكرية.

## سيرته
ولد سميح شريف يحيى في 9 أغسطس 1931/ 25 ربيع الأول 1350 في بلعا بطولكرم. حصل على شهادة الثانوية العامة من بغداد وحصل على بكالوريوس تجارة من جامعة بغداد سنة 1953. 

ثم عمل رئيساً لقسم المحاسبة بشركة الكهرباء في إربد من 1964 حتى 1969، ومديراً للاتحاد الوطني بالزرقاء من 1971 حتى 1973، وعيّن مديراً لدائرة الإعلام وسكرتيراً للّجنة التنفيذية العليا بالاتحاد الوطني بعمّان في عام 1973، إلى جانب عمله في مجال التجارة.
تولى خلال الستينات تحرير صحيفة الثقافة في عمان المساء، وكان له عمود في جريدتي الرأي والقدس تحت عنوان صوت. كان عضواً في اللجنة الاستشارية لمجلة أفكار التي تُصدرها وزارة الثقافة وهو عضو مؤسس في اتحاد الكتاب والأدباء الأردنيين، ونادي أسرة القلم الثقافي بالزرقاء وتولى رئاسة نادي أسرة القلم 1974 – 1984. كما كان عضواً في رابطة الكتاب الأردنيين.

## مؤلفاته
- «أفاويق»، 1961
- «خطوات»، 1980
- «الاجتياز»، 1981
- «هاشميتان»، 1978
- «في خدر العروس اللامية»، 1988
- «أرض بلا جهات»، 1999
- «جيئولا»، 1999

مؤلفاته في موضوعات أخرى:
- «أوراق سياسية»، 1988.
- «التحليق دائرياً للطرف الآخر»، فلسفة 1999
- «وثيقة العمل 48 لانتفاضة العقل الفلسطيني»، 2001
- «العقل لعبة الطبيعة»، فلسفة، 2002
- «أرض بلا سماء»، فلسفة، 2005
- «من الوفاض»، فكر وفلسفة، 2011
- «ثقافتنا بين العقل الأدنى والعقل الأسمى والإستخلاف»، 2014
- «صوت: كتابات محررة من أسر الثمانينيات: آفاق فلسطينية»، 2014

## وصلات خارجية
- سميح الشريف على موقع أرشيف الشارخ.